# ID10T
ID-Ten-T Error (anche come ID10T e ID107) è un termine usato talvolta dai sistemisti e dagli operatori di computer esperti per descrivere un errore dell'utente, un problema che è attribuito all'ignoranza dell'utente piuttosto che a un malfunzionamento del software o dell'hardware.
Il codice è una velata facezia: quando ID-ten-T  è scritto ID10T diventa la parola "idiot" (idiota) in linguaggio l33t (anche se l'uso del l33t proviene dalla cultura geek). È anche conosciuto come un errore Ten-T error o ID:10t error.
Il suo utilizzo storico (risalente a circa il 1995) risale ai casi in cui il personale di supporto telefonico istruiva i clienti ad inserire la linea id=10t nel loro file config.sys.
Alcuni casi noti di questa pratica sono quelli di un utente che confondeva il cassetto del CD-ROM per un portabicchieri, e di un altro che chiedeva dove si trovasse il tasto "any key" (ovvero "qualunque tasto"). Comunque, una varietà di stupidaggini o ignoranza induceva a descrivere i problemi come errori ID10T.

## Altri usi
Nello slang delle forze navali e dell'esercito statunitense, il termine ha significati simili a quello descritti sebbene siano pronunciati diversamente:
- Forze navali (Navy) pronuncia ID10T come 'Eye-Dee-Ten-Tango'.[1]
- L'esercito (Army) pronuncia 1D10T come 'One Delta Ten Tango'.[2]
- 1D10T (pronunciato come "one dee ten tee") è usato anche in riferimento al massiccio uso di scartoffie nell'intento di avare ogni cosa fatta, es: questo richiede un modulo "one-dee-ten-tee".